# San Leone
Pour les articles homonymes, voir Église San Leone I et San Leone I (titre cardinalice).
San Leone est une frazione de la commune d'Agrigente dans la province d'Agrigente de la Sicile. 